# Zustandsgleichung von Dieterici
Die Dieterici-Gleichung nach Conrad Dieterici ist eine Zustandsgleichung für reale Gase. Sie lautet in intensiver Form:
{\displaystyle p={\frac {RT}{V_{\mathrm {m} }-b}}\cdot \exp \left(-{\frac {a}{V_{\mathrm {m} }RT}}\right)}
Die einzelnen Formelzeichen stehen für folgende Größen:
- {\displaystyle p} – Druck
- {\displaystyle T} – Temperatur
- {\displaystyle V_{\mathrm {m} }} – molares Volumen
- {\displaystyle R} – universelle Gaskonstante
- {\displaystyle a} – Kohäsionsdruck
- {\displaystyle b} – Kovolumen

Die Zustandsgrößen und der Realgasfaktor am kritischen Punkt sind durch die Parameter {\displaystyle a\,} und {\displaystyle b\,} eindeutig bestimmt:
{\displaystyle T_{\mathrm {c} }={\frac {a}{4Rb}}}
{\displaystyle p_{\mathrm {c} }={\frac {a}{4b^{2}e^{2}}}}
{\displaystyle V_{\mathrm {m,c} }=2b}
{\displaystyle Z_{\mathrm {c} }={\frac {2}{e^{2}}}\approx 0{,}271}